# Ryan FR Fireball
Le Ryan FR Fireball était un avion de chasse embarqué de l'United States Navy, conçu par la firme Ryan. Celle-ci avait construit en 1927 le célèbre monoplan Spirit of St. Louis avec lequel le pionnier Charles Lindbergh réalisa la première traversée de l'océan Atlantique sans escale et en solitaire. Depuis, la Ryan s'était consacrée principalement aux avions légers,.
Son sigle signifiait, dans le système de désignation de l'époque, que c'était le premier avion de chasse (F pour Fighter) vendu par Ryan (R) à la marine américaine.
Il fut techniquement le premier avion à réaction à apponter sur un porte-avions américain.

## Conception
En 1942, neuf bureaux d'études furent contactés par l'US Navy pour le développement d'un chasseur à propulsion mixte (moteur à piston et réacteur). En effet l'US Navy avait une certaine méfiance envers les premiers turboréacteurs, réputés peu fiables. Le moteur à piston devait être le mode de propulsion principal (en croisière) tandis que le réacteur devait servir dans les phases d'accélération, de montée et pendant le combat.
Le projet de Ryan, Model 28, fut déclaré vainqueur.
Au vu de ses performances théoriques dues à son réacteur, il devait être principalement utilisé contre les kamikazes. La fin de la guerre limita fortement son développement.

## En service
Le premier vol du FR-1 Fireball eut lieu le 25 juin 1944 sans son réacteur. Ce dernier fut rajouté quelques jours plus tard.
Une première commande de 100 exemplaires fut passée avant même ce premier vol, suivie par une commande complémentaire de 600 exemplaires passée le 31 janvier 1945. Les livraisons commencèrent en mars 1945 mais seuls les 17 premiers exemplaires furent affectés à une escadrille de chasse, la VF-66. Le reste fut utilisé pour divers tests. Sur les 700 avions commandés, seuls 66 furent construits entre mars et octobre 1945 avant l'annulation du programme en raison de la fin de la guerre. Les 34 derniers exemplaires de la première série furent annulés ainsi que la seconde commande de 600 exemplaires. Les Ryan FR-1 ne furent jamais engagés au combat. Ils parvinrent tout juste à terminer un cycle d'essais opérationnels, et servirent pour l'instruction jusqu'à juin 1947.

### Le premier avion à réaction à apponter sans le vouloir
Le 6 novembre 1945, un Fireball apponta sur le porte-avions d'escorte USS Wake Island à l'aide de son seul réacteur. Lors de la procédure d'approche le moteur à piston s'arrêta brusquement et le pilote dut allumer en urgence le réacteur. L'avion et son pilote appontèrent sains et saufs. Lors de cette manœuvre, le Fireball accrocha le dernier brin et fut stoppé par la barrière d'arrêt d'urgence. Le FR-1 devint par la même occasion le premier avion à réaction à apponter sur un porte-avions américain,.

## Variantes
- XFR-1 : Prototype
- FR-1D : Chasseur diurne
- FR-1N : Chasseur de nuit doté d'un radar
- FR-2 : Version dotée d'un moteur en étoile plus puissant (1 exemplaire modifié)
- XF2R-1 : Prototype équipé d'un turbopropulseur à la place du moteur à pistons (1 exemplaire).

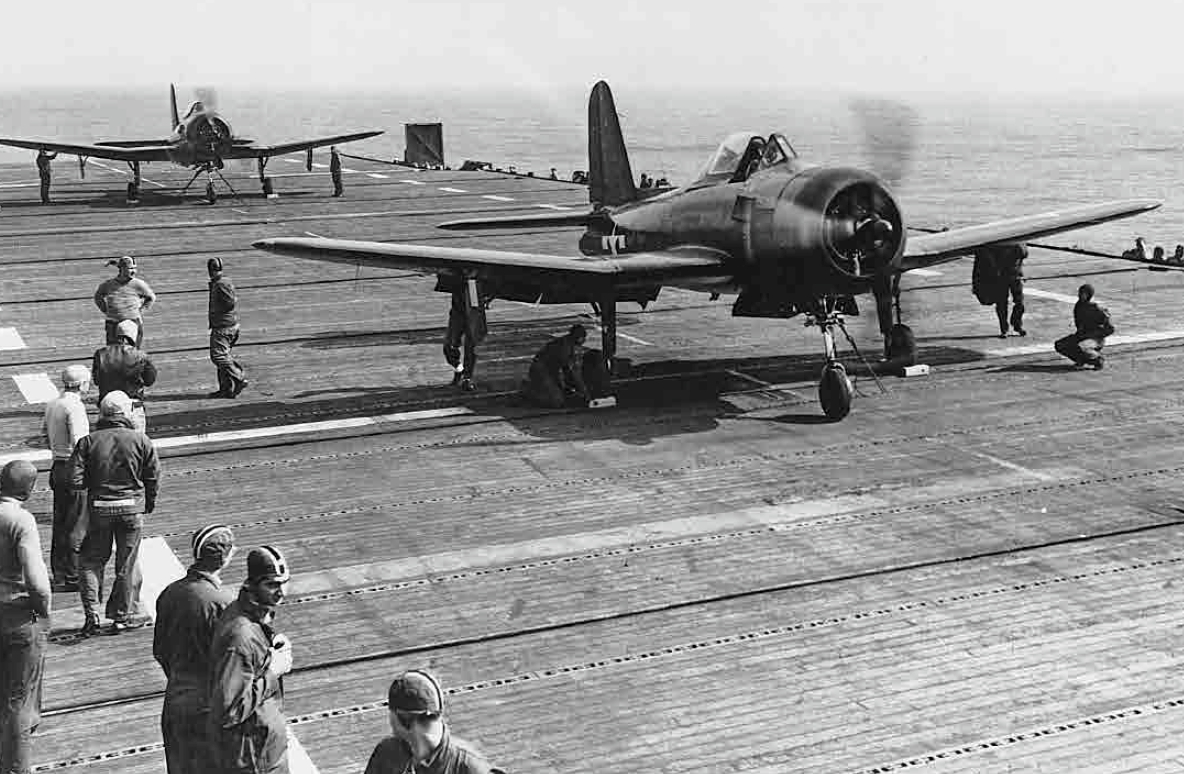
Essais de deux FR-1 Fkireball par l'US Navy à bord de l'USS Ranger, le 4 mai 1945.

### Développement lié
- Ryan XF2R Dark Shark

### Aéronefs comparables
- Caproni Campini Ca.183bis (en)
- Curtiss XF15C